# مصطفى العطار
مصطفى العطار هو سياسي مغربي وُلد في عام 1955 في قرية أولاد سعيد التابعة لإقليم سطات في المغرب، ويشغل في الوقت الحالي منصب حاكم مقاطعة الناظور.

## نشأته وحياته
حصل مصطفى العطار على الإجازة في القانون، وكان أول من حصل على درجة علمية في العلوم القانونية في عام 1978، قبل أن يلتحق في 1 يناير عام 1979 بمدرسة تكوين الأطر التابعة لوزارة الداخلية المغربية بمدينة القنيطرة، والتي تخرج منها في عام 1982.

## مسيرته المهنية والسياسية
بدأ مصطفى العطار مسيرته المهنية بعد تخرجه موظّفًا حكوميًّا في عام 1978، ثُم التحق بالعمل في الإدارة المركزية لوزارة الداخلية المغربية في 8 ديسمبر عام 1978 كجزء من خدمته المدنية، وفي عام 1982 تخرج من مدرسة التدريب التنفيذي بالقنيطرة، وعُين بعد تخرجه قائدا ملحقًا بالكتابة العامة لعمالة ابن مسيك - سيدي عثمان، وتدرج في المناصب القيادية بالعمالة حتى أصبح رئيسًا لديوان عمالة ابن مسيك سيدي عثمان، ثُم أصبح كاتبًا عامًا لإقليم بركان في 10 أغسطس عام 1994. وفي 1 فبراير عام 2001 عُيّن مصطفى العطار كاتبًا عامًا لمدينة بني ملال، ثُم عينه الملك محمد السادس في 22 يونيو عام 2005 حاكمًا لعمالة مولاي رشيد، وبدءًا من 11 مايو عام 2012، أصبح مصطفى العطار حاكمًا لإقليم الناظور خلفًا لحاكم الإقليم السابق العاقل بنتهامي، واستمر في منصبه حتى عام 2017 حينما انتهت ولايته وعُيّن علي خليل حاكمًا لإقليم الناظور خلفًا له.

## التكريمات والأوسمة
حظي مصطفى العطار بتكريم العديد من الجهات وحصل على عدد من الأوسمة والأنواط من أهمها:
- وسام الاستحقاق الوطني للمملكة المغربية من الدرجة الممتازة.